# Acquafredda
Acquafredda là một đô thị trong tỉnh tỉnh Brescia thuộc vùng Lombardia, Ý. Đô thị này có diện tích km², dân số người. Các đơn vị dân cư trực thuộc là: Các đô thị giáp ranh gồm: Calvisano, Carpenedolo, Casalmoro, Castel Goffredo, Remedello, Visano